# Графенау
Графенау (нім. Grafenau) — місто Німеччини, в адміністративному округу Нижня Баварія, землі Баварія. Входить до складу району Фраюнг-Графенау.

## Розташування
Місто Графенау розташоване у Нижній Баварії. Він входить до складу району Фраюнг-Графенау. Графенау знаходиться у мальовничому Баварському лісі. Найближчий міжнародний аеропорт знаходиться в Мюнхені.  

## Клімат
Для міста характерний помірний клімат. Влітку буває спекотно, до + 37 °С, зимова температура становить приблизно + 1 °С. 

## Курорт
Місто вважається популярним кліматичним курортом, де можна відпочити і насолодитися навколишньою природою. У південній частині Графенау облаштовані два бугельні витяги. Загальна протяжність трас становить більше тисячі метрів. У місті також є велика льодова ковзанка. У північній частині розташована ринкова площа. Про історію та життя міста можна дізнатися в музеях міста. 

## Галерея

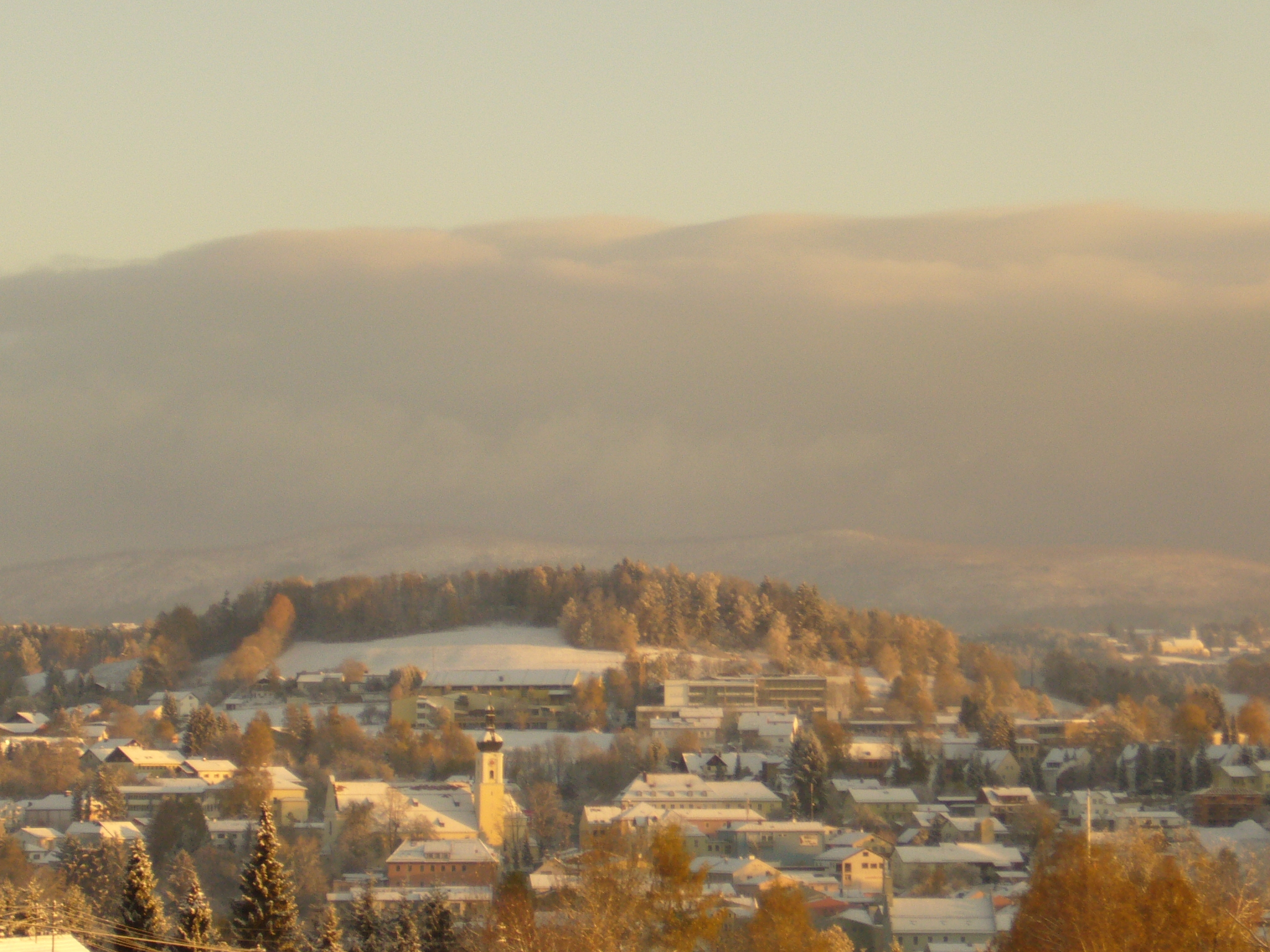
Зимове Графенау
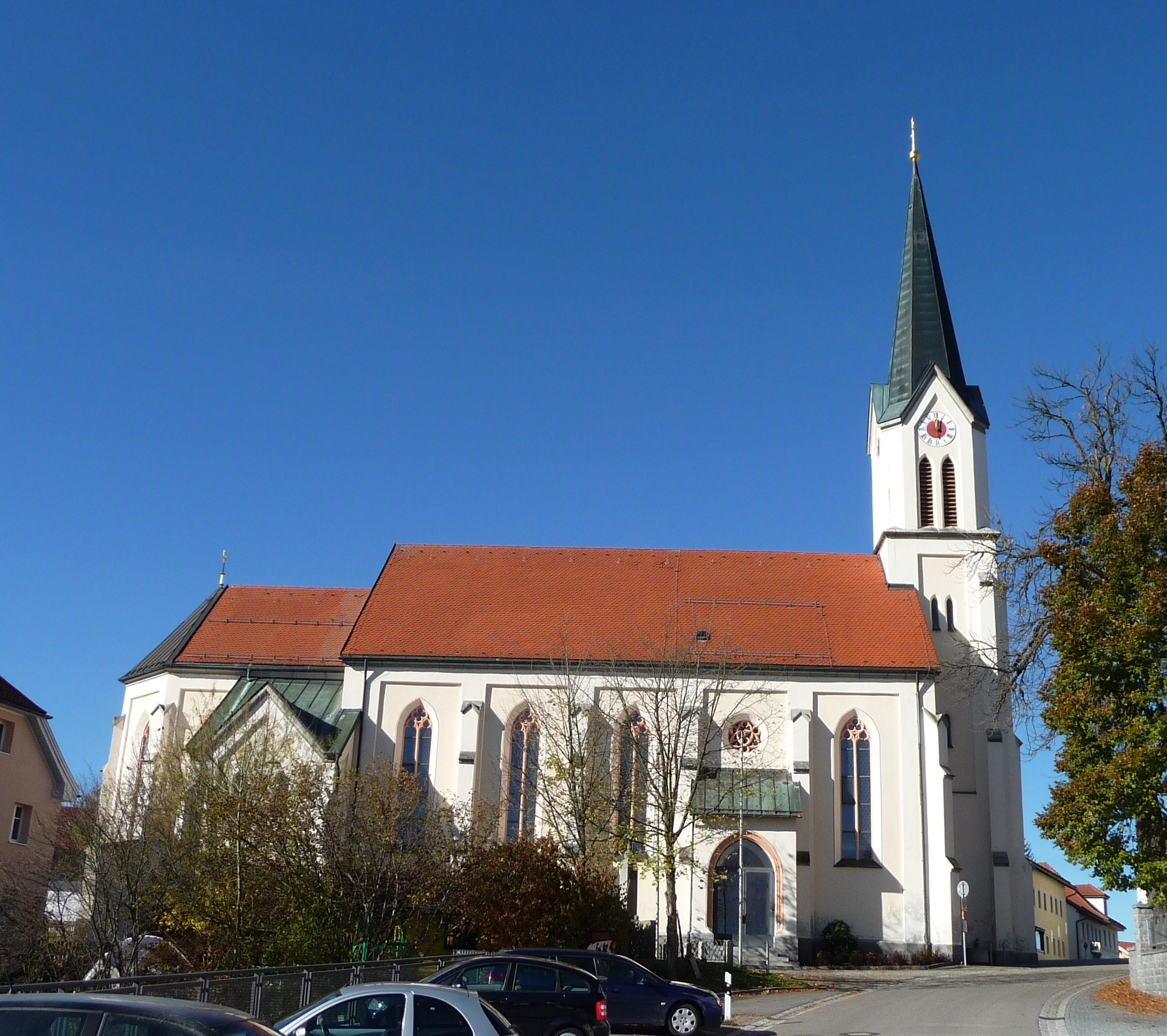
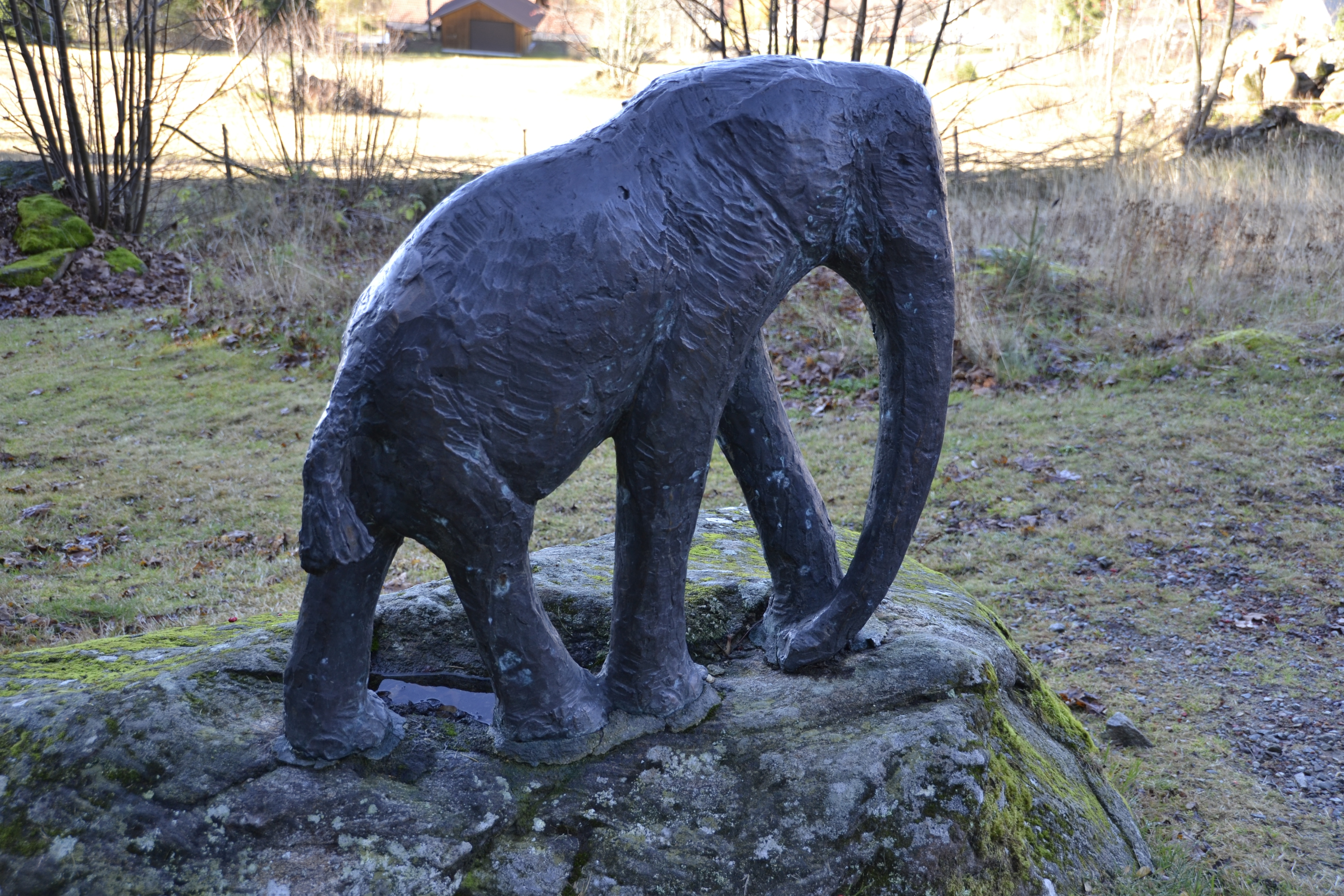
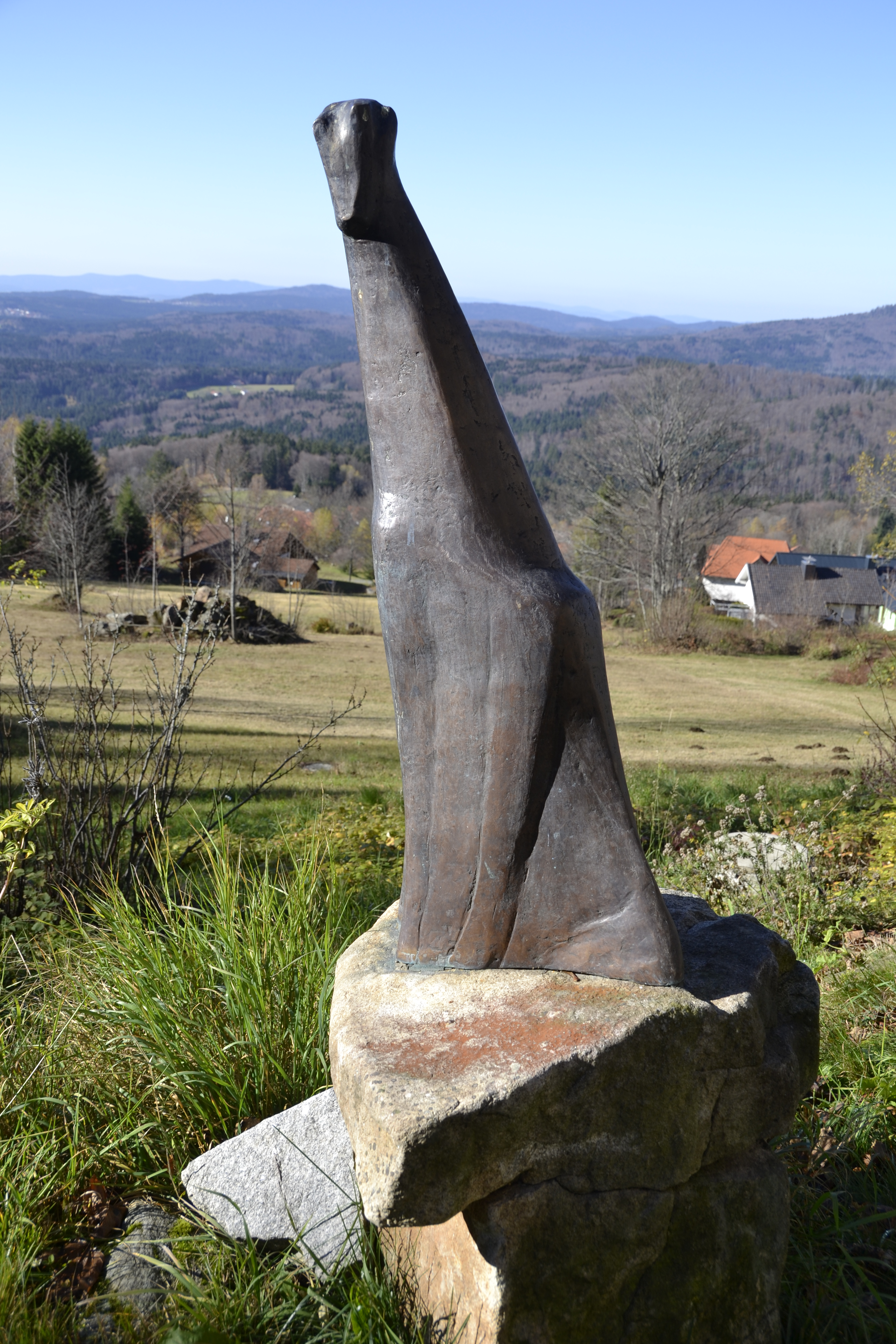
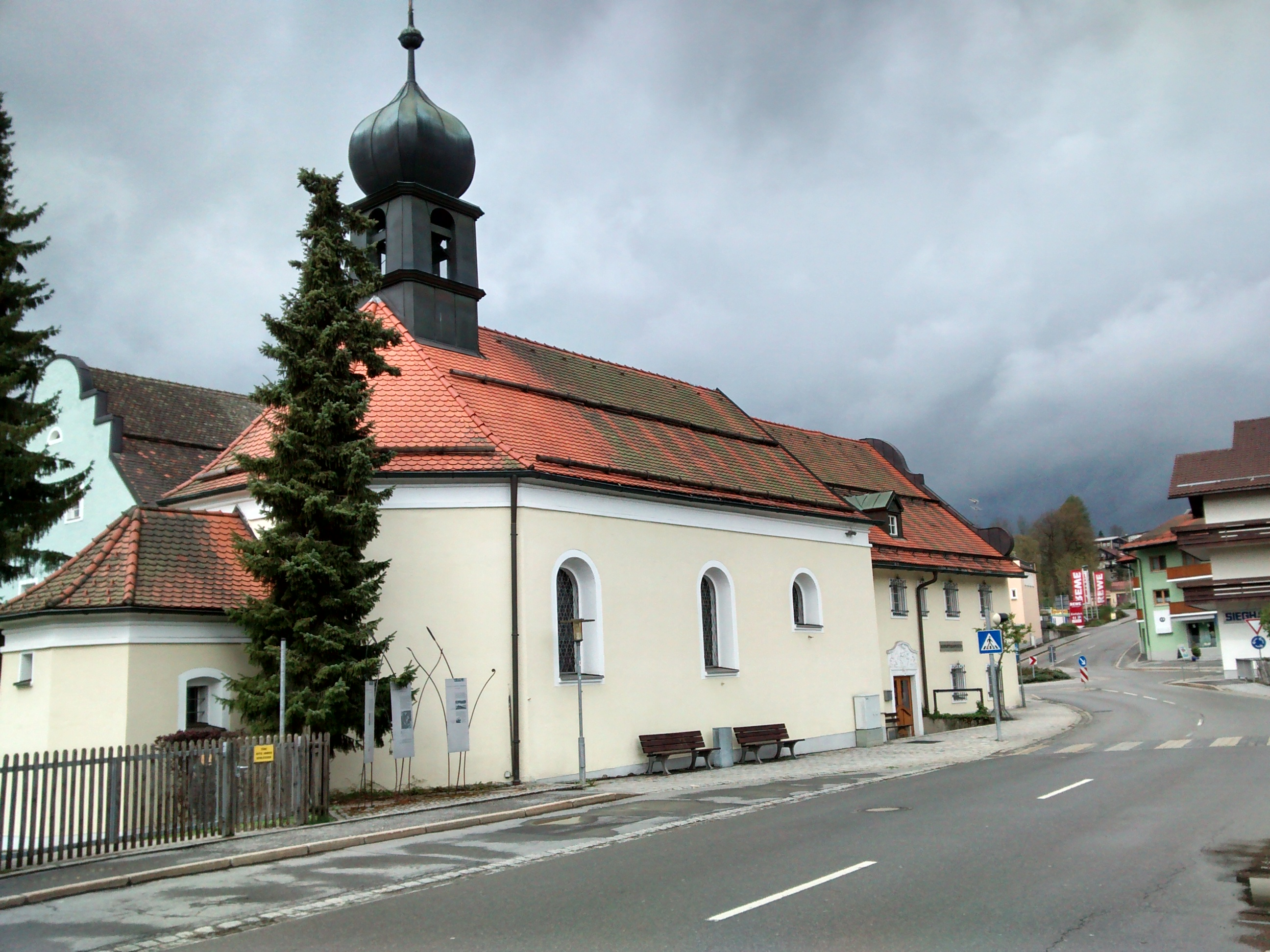
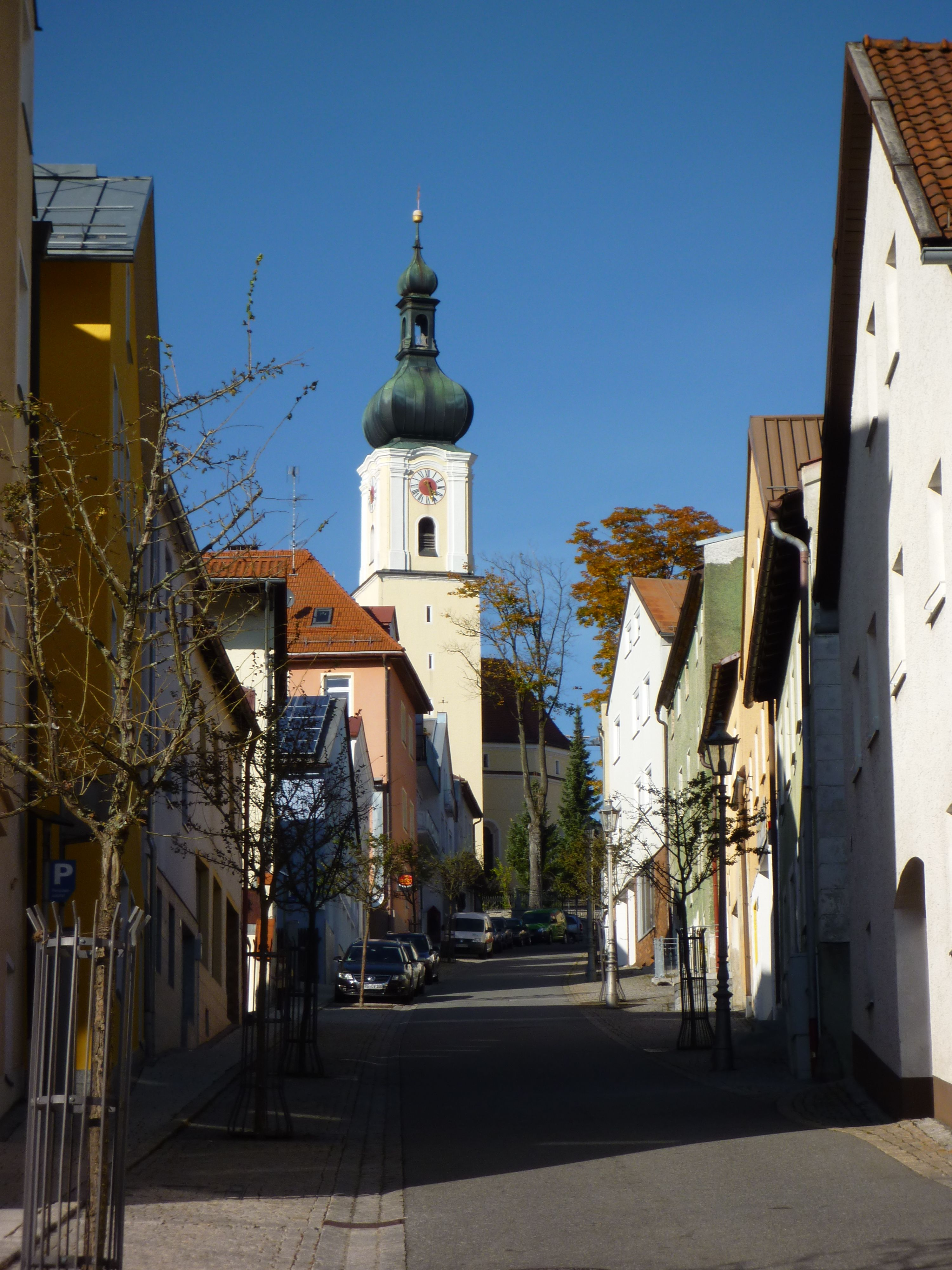
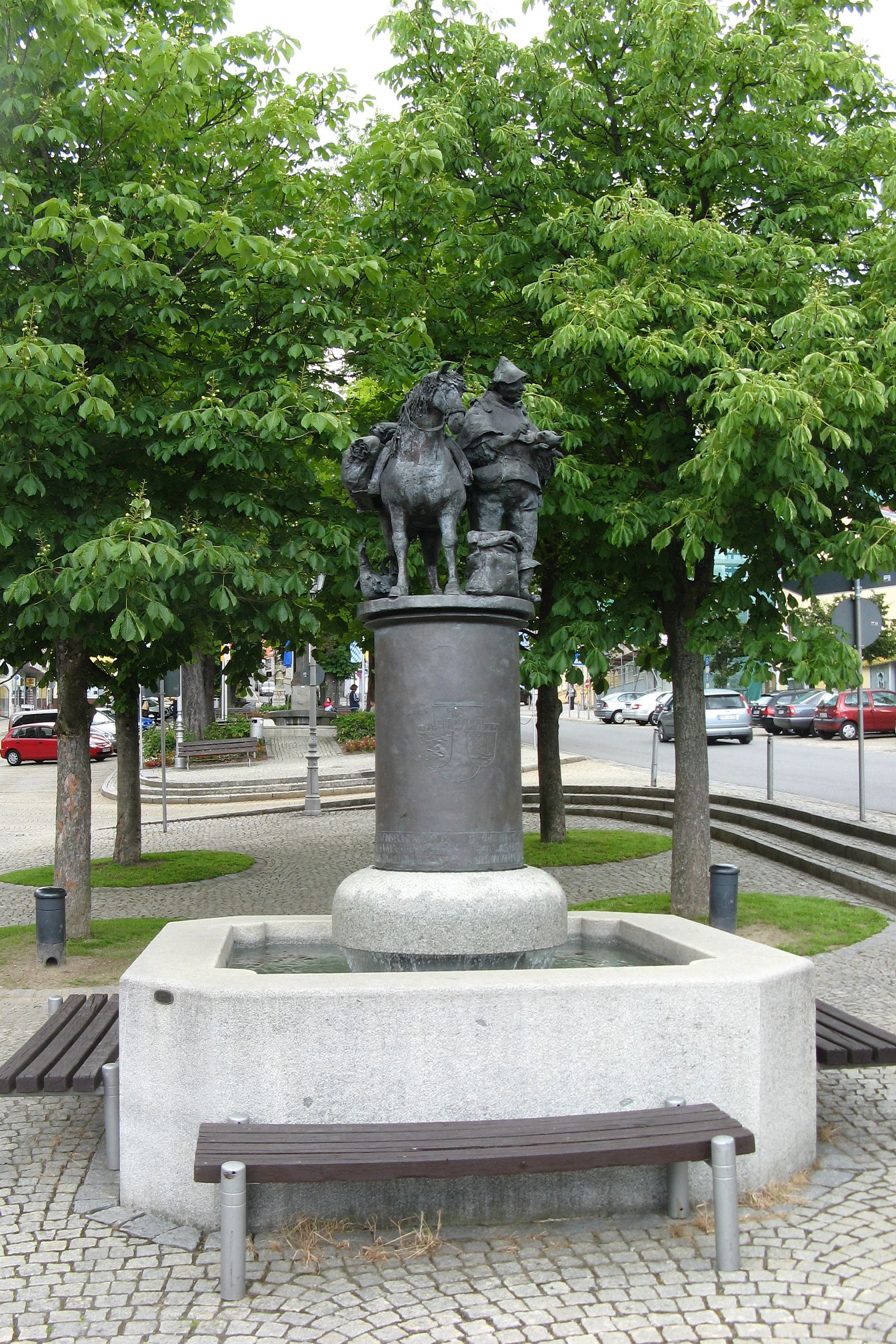
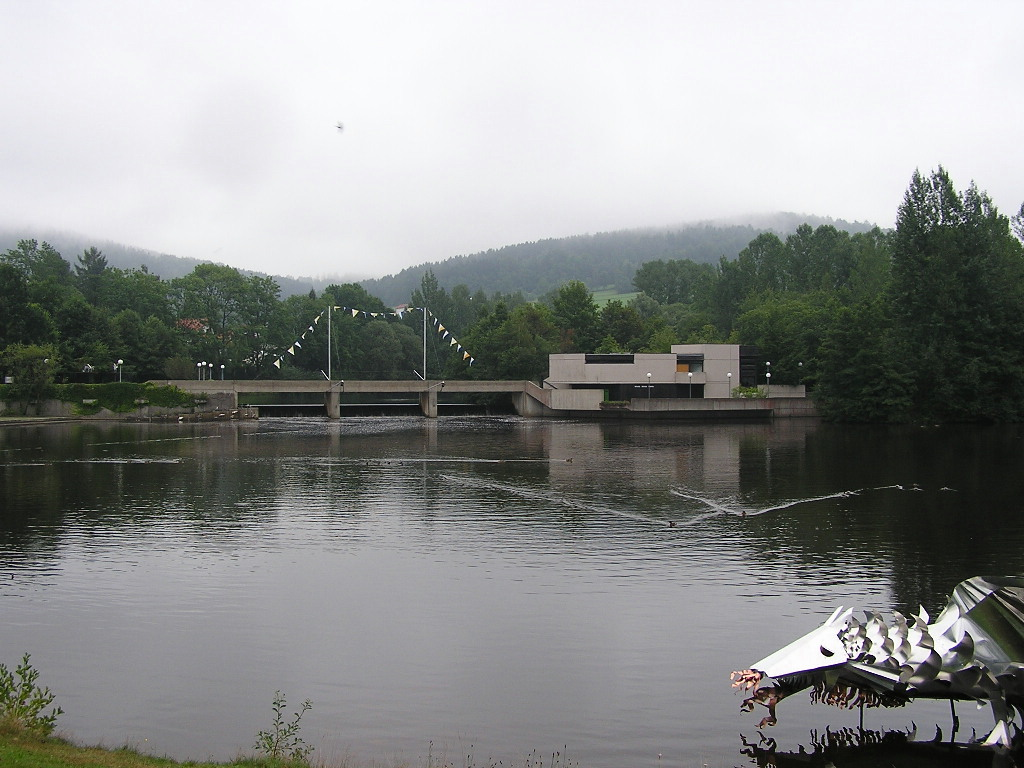
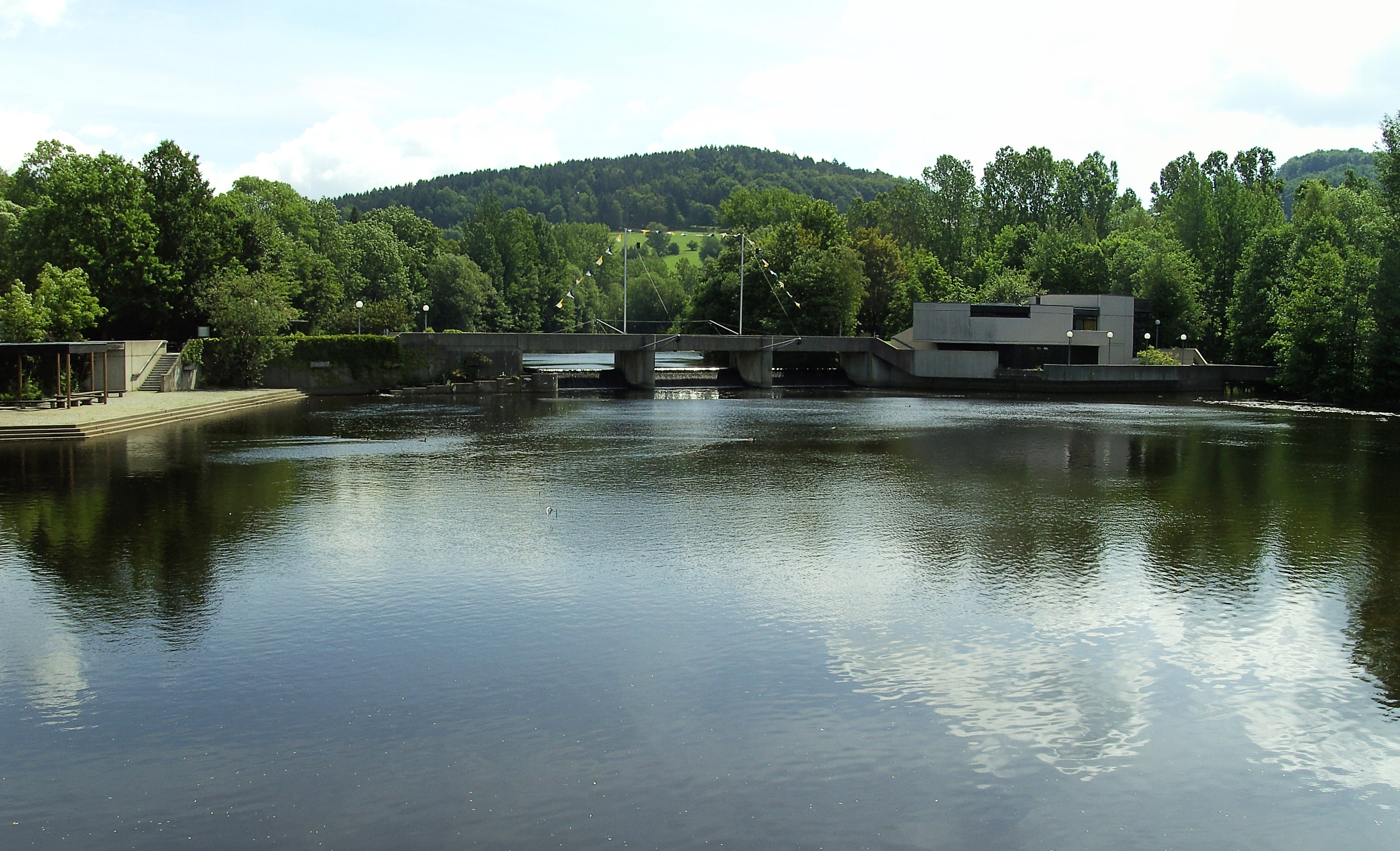
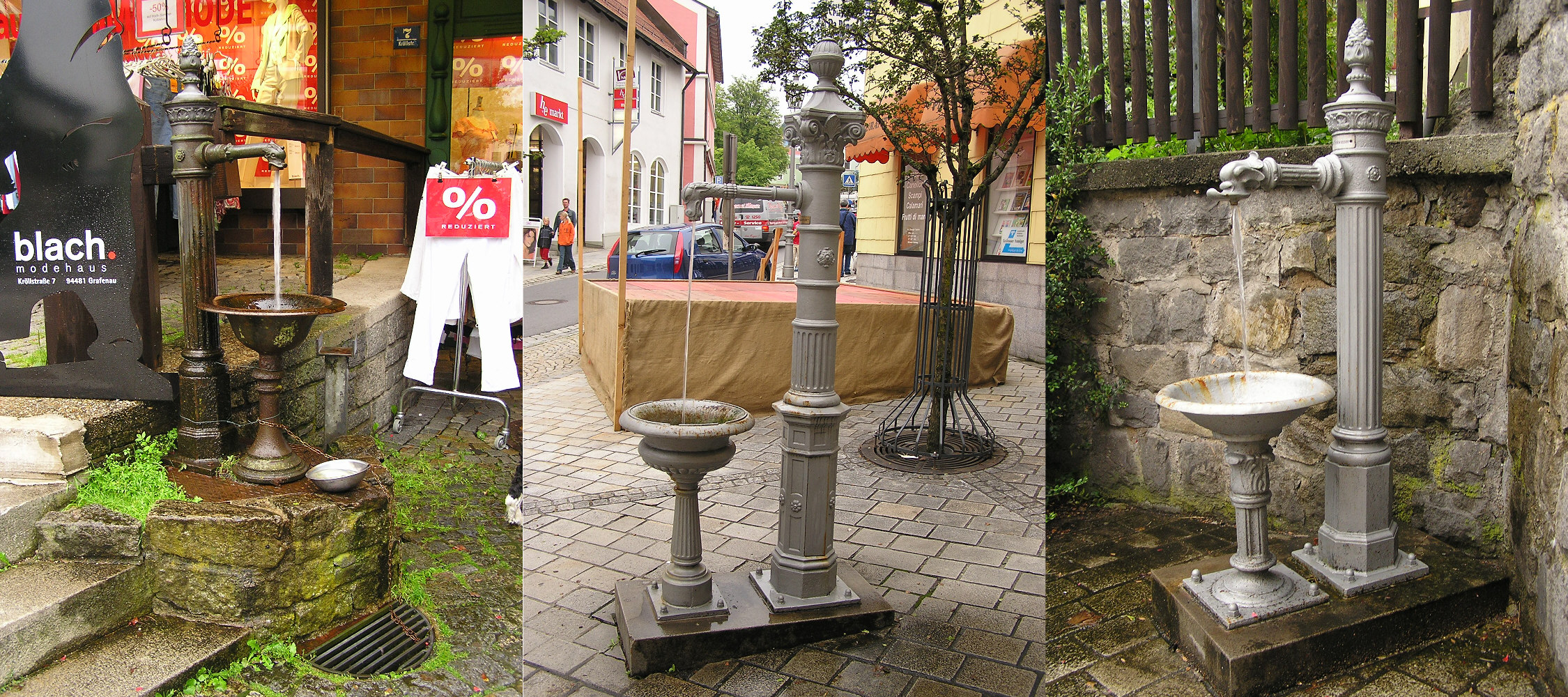